# St. Andreas (Hundisburg)
Die St.-Andreas-Kirche in Hundisburg, einem Ortsteil von Haldensleben, ist eine barocke Kirche der evangelischen Kirchengemeinde. In der Ortschaft ist sie neben dem Schloss die zweite bedeutende Landmarke. Im örtlichen Denkmalverzeichnis ist die „herrschaftliche Dorfkirche“ unter der Erfassungsnummer 094 50039 als Baudenkmal eingetragen.

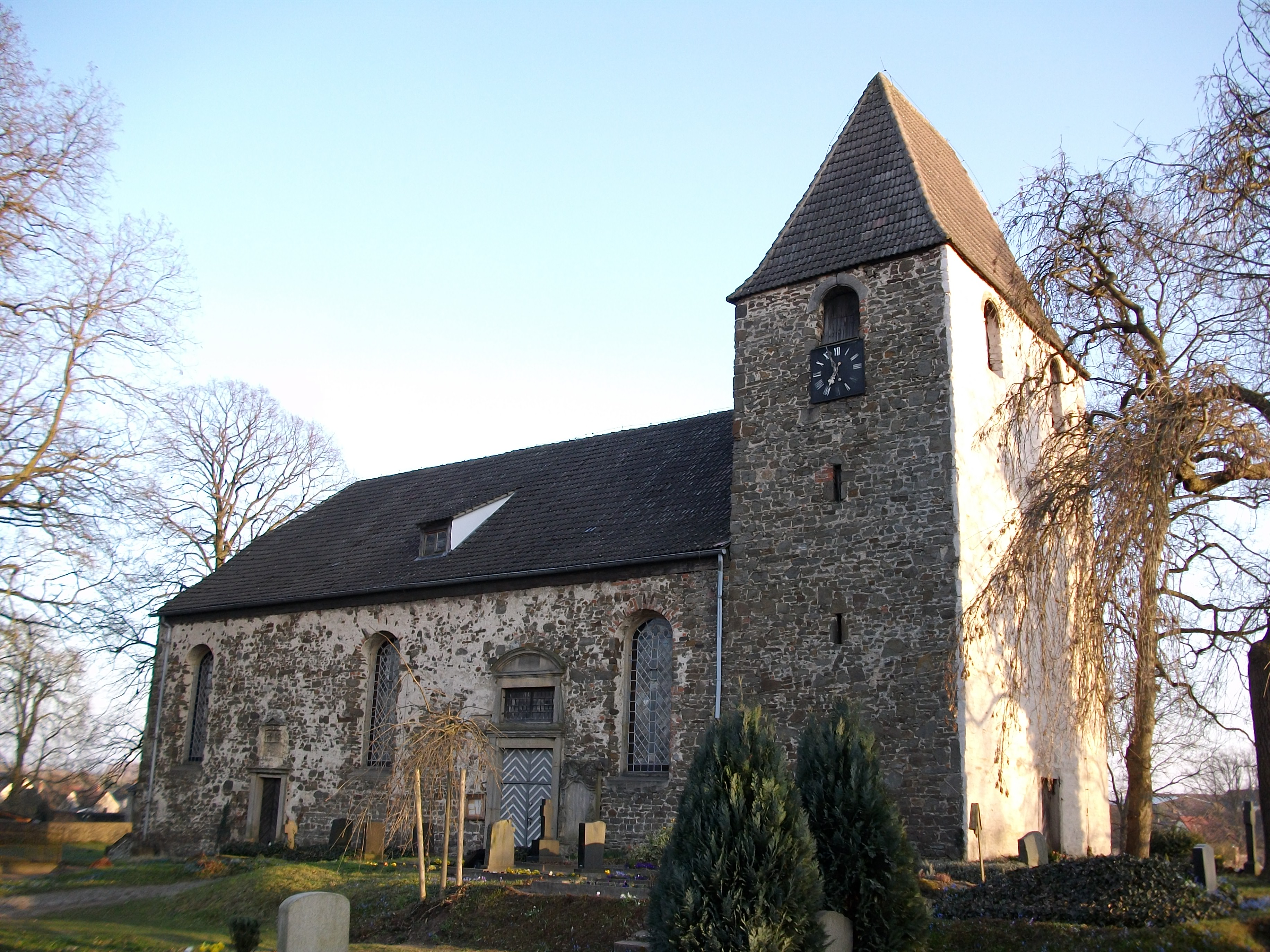
Der Eingang an der Nordseite des Kirchenschiffes, Frühjahr 2009

## Lage
Die Hundisburger Andreaskirche liegt dem Schloss gegenüber (Luftlinie 300 Meter) auf dem Kirchberg. Dieser war wie der Schlossberg Teil der mittelalterlichen Ortsbefestigung und liegt südwestlich der Garbe, die hier von Ackendorf kommend in die Beber mündet. Der Zugang erfolgt über die Kirchstraße. Die Kirche (Chor) ist nach Osten ausgerichtet und von einem als Friedhof genutzten Kirchgarten umgeben. Angrenzend, an der Hauptstraße gelegen, befindet sich das ehemalige Hospital. Dieses von der Schlossherrschaft initiierte, 1717 errichtete Gebäude steht ebenfalls unter Denkmalschutz.

## Geschichte
An der Stelle der heutigen Kirche wurde im Jahr 1218 vom Magdeburger Bischof Albrecht I. eine Kapelle geweiht. 1266 wurde der Turm angebaut. Im Jahr 1554 führte Ludolf X. von Alvensleben durch den ehemaligen Karmeliten Theodorius Avoginus (oder Avogenus) die evangelisch-lutherische Religion in Hundisburg ein. Um 1587 wurde – ebenfalls unter Ludolf von Alvensleben – die Kapelle umgebaut und erweitert. 1708 wurde das Gotteshaus dann zum heutigen Kirchenbau ausgebaut. Dabei erhielt das Kirchenschiff seine barocke Gestalt, über dem Nordeingang wurde eine Stifterinschrift der Familie von Alvensleben eingebracht. Von der ursprünglichen Kapelle sind Mauerteile in der Ost- sowie der Nordwand erhalten. Die Denkmalbehörde schätzt die Kirche als kulturgeschichtlich wichtig ein.

### Sanierung
Von 2016 bis 2019 erfolgte eine Sanierung des Kirchendachstuhles. Bei einer Neueindeckung im Jahr 1988 waren Veränderungen an der barocken Dachkonstruktion vorgenommen worden, die zu einer Überlastung des Tragwerkes und folgend zu Schäden geführt hatten. Unter anderem wurden marode Dachfüße und teilweise Balken ausgetauscht. Das Dach wurde anstelle der zu DDR-Zeiten verwendeten Betonziegel mit Biberschwanzziegeln eingedeckt und die durch Risse beschädigten Wände und der Stuckdecke von 2016 bis 2019 saniert, was rund 1,34 Millionen Euro kostete. Die Kosten wurden teilweise von der Stiftung zur Bewahrung kirchlicher Baudenkmäler in Deutschland sowie der Deutschen Stiftung Denkmalschutz getragen.

### Veranstaltungen
Die Kirche wird sowohl für Gottesdienste als auch für Kulturveranstaltungen genutzt – so werden hier Konzerte anlässlich der Hundisburger Sommermusikakademie gegeben. Ein Höhepunkt war im Jahre 2006 der gemeinsame Auftritt des Kirchenchors mit dem Kirchenmusiker der Französischen Friedrichstadtkirche in Berlin, Kilian Nauhaus. Vom Haldensleber Haus des Waldes (Schloss Hundisburg) wurde hier im Jahr 2018 ein Hubertuskonzert organisiert.

## Architektur
Die Kirche besteht aus einem rechteckigen Saalschiff mit dem schmalen frühgotischen Westturm von 1266 und ist in Grauwacke errichtet. Der Turm steht nicht mittig vor dem Schiff, sondern ist um einige Meter nach Norden verschoben, so dass seine Nordseite in Flucht zur Nordwand des Schiffes steht. Der Ostabschluss sowie die nördliche Schiffhälfte bestehen aus Resten der Kapelle von 1218. An der Nordseite des Turmes befindet sich eine Turmuhr.

## Ausstattung
Der Innenraum ist für eine Dorfkirche außergewöhnlich hochwertig und vollständig erhalten ausgestattet: die Stuckdecke, die Hufeisenempore, eine Patronatsloge (Herrschaftsstand), das Kirchengestühl, der mehreckige, reich geschmückte Kanzelkorb und die monumentale Kanzelwand sind barock gestaltet. Der Taufstein ist gotisch.

### Geläut
Der vierfeldrige Glockenstuhl, dessen ältester Teil die Jahreszahlinschrift 1679 trägt, enthält das einzig erhaltene vollständige Dreiergeläut des 18. Jahrhunderts auf dem Gebiet der früheren Kirchenprovinz Sachsen, welches aus der Werkstatt eines Gießers stammt. Das Barockgeläut ist in Sachsen-Anhalt einmalig. Die Bronzeglocken verfügen über eine hohe Qualität. Sie wurden vom Glockengießer Christian See gegossen. Während des Zweiten Weltkriegs mussten die Hundisburger Glocken um 1942 zwar ausgehängt werden, wurden aber nicht eingeschmolzen. Im Jahr 1950 wurden sie wieder in die Kirche verbracht.
Schlagtöne:
- Glocke I: Nominal d′ (1731 gegossen)
- Glocke II: Nominal e′ (1726 gegossen)
- Glocke II: Nominal gis′ (1726 gegossen)

### Orgel
Die Orgel der Kirche ist als Baudenkmal im örtlichen Denkmalverzeichnis unter der Erfassungsnummer 094 50039 001 als geschichtlich und kulturell-künstlerisch bedeutend eingetragen. Sie wurde von Orgelbaumeister August Troch aus Neuhaldensleben gebaut. 1936 installierte das Orgelbauunternehmen P. Furtwängler & Hammer aus Hannover ein neues Orgelwerk in das dafür erweiterte Gehäuse. Das Instrument in neobarocker Anmutung und einem zweimanualigem Schleifladenwerk mit mechanischer Ton- und Registertraktur verfügt über 17 klingende Register auf Manualen und Pedal.
| I Manual |            |       |
| 1.       | Quintadena | 16′   |
| 2.       | Principal  | 8′    |
| 3.       | Gemshorn   | 8′    |
| 4.       | Octav      | 4′    |
| 5.       | Rohrnasat  | 2 ⁄3′ |
| 6.       | Waldflöte  | 2′    |
| 7.       | Mixtur     | 3f    |

| II Manual |                 |    |
| 8.        | Singend gedackt | 8′ |
| 9.        | Prinzipal       | 4′ |
| 10.       | Rohrflöte       | 4′ |
| 11.       | Nachthorn       | 2′ |
| 12.       | Sifflöte        | 1′ |
| 13.       | Terzian         | 2f |
| 14.       | Krummhorn       | 8′ |

| Pedal |                  |     |
| 15.   | Subbaß           | 16′ |
| 16.   | Octav            | 8′  |
| 17.   | Choralbaß        | 4′  |
| 18.   | Lieblich Posaune | 16′ |

- Koppeln: I/P, II/P, II/I

Anlässlich der Sanierungsarbeiten an der Kirche ab 2016 wurde das Instrument abgebaut und eingelagert.

### Grabmale
In der Kirche befindet sich ein großformatiges Epitaph, das als das bedeutendste Kunstwerk des Gotteshauses gilt. Es wurde bis etwa 1596 vom Bildhauer Jürgen Röttger aus Braunschweig geschaffen. Es befindet sich an der südlichen Chorwand des Kirchenschiffs – gegenüber der Patronatsloge. Das Grabmal ließ Ludolph von Alvensleben für sich und seine Familie schaffen. Vermutlich wurde es bereits nach dem Tod seiner Frau Bertha, geb. von Bartensleben, im Jahr 1587 in Auftrag gegeben.
Das monumentale Familiengrabmal, das aus einem Aufbau von Holz in Beschlagstil mit Alabasterarbeiten besteht, zeigt im oberen Feld das Jüngste Gericht, in den drei unteren die Geschichte Christi: Kreuzigung, Auferstehung und Himmelfahrt. Davor knien auf der Brüstung in Lebensgröße der im Alter von 85 Jahren verstorbene Ludolf von Alvensleben und seine drei Söhne an der einen Seite und seine Frau Bertha mit ihren fünf Töchtern auf der anderen Seite. Dahinter befindet sich eine altarähnliche Wand mit Alabasterreliefs.
Weitere Grabdenkmäler in der Kirche sind Carl August von Alvensleben, Anna von Alvensleben, geb. von Bartensleben (1526–1555) und dem Ritter Hans Boitz gewidmet. Das Epitaph der Anna ist aus Sandstein gefertigt und aufwendig gestaltet. Es war lange Zeit hinter dem früheren Patronatsstuhl eingemauert. Das ovale Relief des Carl August wurde aus weißem Marmor gefertigt. Es stammt aus der ehemaligen Hundisburger Schlosskapelle und wurde erst Mitte der 1980er Jahre nach zwischenzeitlicher Unterbringung in der Dorfkirche in Uhrsleben in die Andreaskirche überführt.
Auf dem die Kirche umgebenden Kirchhof befinden sich Grabstätten von Angehörigen der auf dem Schloss Hundisburg ansässigen Familie von Nathusius. Ebenso stehen hier aufwendige Grabanlagen aus dem 19. Jahrhundert, wie für die Ziegeleibesitzer-Familie Möries.